# العسيلات

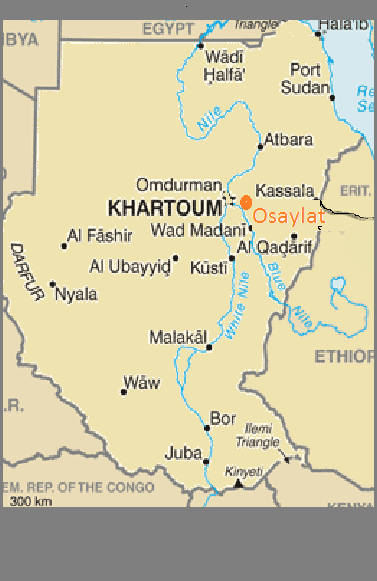
موقع منطقة العسيلات

الحويلة ، (بالإنجليزية: Alhaweela) إحدى مناطق ( الريف الجنوبي لمحلية  شرق النيل في ولاية الخرطوم، تقع على الضفة الشرقية النيل الأزرق.  وتتبع لقبيلة العسلات والتي هي فرع من فروع  قبائل رفاعة الكبرى. 

## الموقع
تقع على الضفة الشرقية لنهر النيل الأزرق على بعد 37 كيلومترًا جنوب شرق مدينة الخرطوم
بين خطي عرض 15:18ش و 15:25ش. يحدها من الشمال وحدة العيلفون، من الشرق إقليم البطانة و من الغرب و الجنوب النيل الأزرق. تتكون العسيلات من 14 قرية هي: القويز، ود سرار، ود بخيت، الدلتية، الحويلة، أم تكالي، الدلسة، المديمر، الثورة، الحسناب، القلابات، الدقلاب، الدومة والفرع بالإضافة إلى قرى صغيرة هي مهلة، عد الجيلاني، حي مالك، حي علي الضوء، حي طه الضوء، وفريق النور بالإضافة إلى قريتين بالجزيرة هما السديرة الغربية و الشرقية.

## التاريخ
العسيلات من أقدم مناطق الخرطوم حيث كانت في الماضي تعتبر العاصمة الثانية لمملكة علوة وكانت تسمى كيكي (أم تكالي حاليا). هاجرت إليها قبيلة العسيلات من منطقة أبو حمد في شمال السودان في بداية القرن الرابع عشر حيث عاصرت قيام دولة سنار وشاركت في تأسيسها بقيادة زعيم العسيلات سعد المتحكم الذي اشترك مع عمه عبد الله جماع في دحر دولة سوبا المسيحية المعروفة في تاريخ الإسلام في السودان.

## حواكير العسيلات
الحواكير المقصود بها الأراضي الزراعية والرعوية في العرف السناري في مملكة الفونج وقبيلة العسيلات من فروع قبيلة رفاعة المعروفة في السودان ولها حكورات وحيازات منذ قيام دولة الفونج في عام 1504، وحدود الحواكير هي : عد (بئر) العسيلات القديم، عد ود أحميد، الفرع، عد الشيخ علي أبو شمال، زريقة، حفائر الريح بلال، أم روب، أم لبن، الطلحة سعادة، ويوجد فيها ضريح الشيخ أبو القاسم. ميع (جمع ميعة) أبو حنينة، شقيل عبد الرحيم، رواكيب 
عبد الرحمن الفكي عثمان، ود عجيل، طنضب بشير، حفير حميدان، ود التوم وأولاد باعو، عد الجيلاني، 
عد الدبيبة، عزارة علي ود حنقل، ساحة حضوبة، ساحة أم عضام، عزارة النور ود البشير، أم ريل، الكدوة، عد خليفة وقيع الله وساحة ود أم بوقة.
يرجع تاريخ العسيلات إلى جدهم سعد المتحكم بن حمد أبو رسوة بن محمد الحسن العسيلي من قبل 500 عام تقريبا أي في عهد السلطنة الزرقاء وكان عاملا مهما للدولة في منطقة النيل الأزرق وكان من أهم الولاة والقادة في المنطقة الجنوبية من سوبا وكان يملك أراضي شاسعة بحرية ومطرية ندخل في تعريفها 
حد الأراضي البحرية من الشرق كترانج ومن الغرب الشريق والسالماب (فونج) من الشمال درب الحمير شرق النيل الأزرق ومن الجنوب درب الحمير غرب النيل أما حدود الأراضي المطرية وغيرها من مراعي وسكن وغيرها من انتفاع بالأرض بشرق النيل من درب الحمير جنوبا حتى حدود المغاربة شمالا ومن كترانج شرقا حتى العيلفون غربا.
تتكون الأراضي البحرية من جزئين 1/ بقر بضم الباء وفتح القاف 2/ جزر غطاصة
البقر هي الأراضي التي تبدأ من درب الحمير (تصغير حمار وليس جمع حمار) متجهة إلى شاطئ النهر وأي أرض داخل النهر تسمى جزيرة غطاصة
جميع أراضي العسيلات البحرية مقسمة على 4 أشخاص هم أبناء سعد المتحكم جدهم الأكبر وهم حمد وعلي ومعالي وبدر لهم أوتاد معروفة وتسمى الرجم بفتح الفاء وكسر الجيم
ويوجد إلى يومنا هذا رجم غرب وشرق النيل موجودة حتى الآن تشهد لتاريخ العسيلات حقهم في تلك الأراضي التاريخي إلا من باع.
ترتيب البقر في شرق النيل الأزرق من الشرق إلى الغرب كالآتي:
1. زومة حمد أب رسوة
2. الدومة
3. الحليفاية
4. الغريبية
5. خور ود رباح
6. المسيد
7. جابر
8. كنينة
9. الملاحية
10. ود باجعور
11. أبو شواكل
12. أبو رقيبة
13. القصار
14. حجير
15. الكافيابية
16. حميدة
17. الحلفا
18. السنحيراب
ترتيب البقر في غرب النيل الأزرق من الشرق إلى الغرب كالآتي:
1. الدلسة
2. قدورة
3. أبو عزيزة
4. الهبكة
5. مد ايدك
6. المحسية
7. جروف المعاليا
ملحوظة :
رغم أن البقر في شرق النيل مقسومة إلى 18 وغرب النيل 7 إلا أن البقر في شرق النيل تساوي من حيث المساحة بقر غرب النيل ومقدار كل البقر في شرق النيل 2800 حبل بالتماني وهو مقياس قديم تضرع به الأرض وأيضا غرب النيل 2800 حبل بالتماني وتقسيم الأرض القديم كان على 4 وهم أولاد سعد المتحكم كل واحد منهم يملك 700 حبل بالتماني شرق النيل وأيضا يملك كل واحد منهم 700 حبل بالتماني بغرب النيل وتكون جملة أراضي من البقر شرق وغرب النيل الأزرق 5600 حبل بالتماني ولكن السبب في تقسيم شرق النيل أكثر من غربة هو أن الناس الذين امتلكو الأرض وقسموها أكثر من ناس غرب النيل.
الجزر الغطاصة:
سميت الجزر الغطاصة لأنها تغطس وتختفي غالبا في موسم الفيضان ثم تظهر مرة أخرى بعد الفيضان وأحيانا تختفي سنين طويلة تصل إلى ثلاثين أو أربعين سنة ثم تظهر من جديد مرة
أخرى
ترتيب الجزر الغطاصة من الشرق إلى الغرب:
جميع أراضي الجزر تحدها من الشمال البقر الشرقية ومن الجنوب البقر الغربية ما عدا الدفارة و الوشلية تحدها من الناحية الجنوبية أرض تسمى أبو قرن :
1. الدلسة
2. قدورة
3. القريعة
4. ود حمدان
5. الضنيب
6. الكرتوب
7. المطارق
8. ود عمر
9. الدفارة
10. الوشلية
11. المرن
12. مديسيس
13. الأربعين
14. المعاليا
16. السنحيراب
جملة مساحة الجزر الغطاصة 2800 حبل بالتماني أيضا مقسومة على أربعة هم أبناء سعد المتحكم.
أرض أبو قرن وقصتها:
أب قرن : هو قطعة الأرض التي قطعت من روؤس حبال الدفارة والوشلية من الناحية الجنوبية بمقدار 350 حبل بالتماني تنقص منها 46 حبل بالتماني وهي عبارة عن 26 حبل مملوكة لحمد ود إدريس محسي ورثها عن أمه العسيلاوية وتسمى الخموس وأيضا 20 حبل مملوكة لعمر ود رفيدة وهذه ال 46 حبل غير متصلة لذلك تجد أراضي أبو قرن تنقطع عندما تصل خموس حمد وأيضا تنقطع عند أرض ود عمر لذلك تجد جميع الحبال بالدفارة والوشلية تحد من الجنوب بابو قرن عدا أرض ود عمر 20 حبل وأرض حمد إدريس المحسي 26 حبل تخترق أب قرن إلى البقر.
قصة أب قرن:
يقال أن رجلا من السالماب وهو أمير من أمراء الفونج شرق العيلفون تزوج من والدة بشير جد البشيراب وأنجب منها ولذا اشتهر باسم أبو قرن وتوفي أباه وورث من أباه مالا كثيرا وخيولا وأهدى له العسيلات يوم ختانه قطعة الأرض التي قطعوها من روؤس الحبال من جزيرتي الوشلية والدفارة من الناحية الجنوبية ومقدارها 350 حبل بالتماني إلا أنها نقصت 46 حبلا ذلك لأن حمد ود إدريس الذي يملك 26 حبلا رفض أن يعطي أبو قرن وقال أنه محسي ليس عسيلاوي ولكنه ورث الأرض عن أمه 
وأيضا عمر ود رفيدة وهو حجيرابي رفض أن يعطي أبو قرن وقال (صفارا في الوجه ولا مرضا في الجوف) يعني أنه غير آبه أن يقال عنه فسل وينبزونه ولا يريد أن يمرض في جوفه من المغص عندما يدفع قطعة من أرضه لذلك تجد أرض ود عمر وأرض حمد تخترق أبو قرن وترتكز في البقر
مات أبو قرن قبل أن يتزوج وماتت والدته قبله بقليل وبقي أخوه من أمه بشير ود بركات ود قدورة ود رخيل ود كنينة جد البشيراب.
قال بعض الناس يرجع الطين لدفارتو ووشليتو لكن أغلب الناس قالو (نحن ما بنقضف قضافنا ونلحسو تاني) يعني إذا رجعنا الأرض زي الزول يتقياء أو يطرش طراش ثم يلحسه فآلت الأرض لبشير جد البشيراب إلى يومنا هذا.
الأراضي المطرية:
1. الباجا : شمال غرب القويز إلى الشريق
2. اللخيخة : غرب الحسناب شرق القويز شمال البحر
3. الواحة: مقدارها 38 ألف فدان شمال شرق قرى العسيلات
4. الوادي الحسيب يملك العسيلات 40% من مساحة الوادي الحسيب 60% من أراضي الوادي يملكها كترانج والبطاحين والمسلمية والمغاربة للعسيلات فيه نصيب الأسد 
أما بقية الأراضي أراضي شاسعة سكنية ومراعي وغيرها حول قرى العسيلات .

## وصلات خارجية
http://www.myheritage.com/FP/custom.php?s=629343&pageID=441